# Eadgifu (Frankreich)

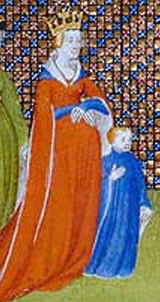
Eadgifu und ihr Sohn Ludwig IV. (Darstellung aus dem 15. Jahrhundert)

Eadgifu (auch: Eadgyfu, Edgifa, Edgiva, Eadgivu, Hedwig, Odgiva, Ottogeba etc.; * um 903; † nach 951) war eine angelsächsische Königstochter und die zweite Gemahlin des westfränkischen Königs Karl III.

## Leben

### Herkunft und Jugend
Eadgifu wurde als Tochter des englischen Königs Eduard dem Älteren (899–924) aus dem Haus Wessex und dessen zweiter Gemahlin Ælfflæd in Wessex geboren. Sie wird in angelsächsischen Quellen kaum erwähnt. In fränkischen Texten ist ihr Leben hingegen recht gut dokumentiert.

### Erste Ehe
Zwischen 917 und 919 wurde sie mit dem verwitweten westfränkischen König Karl III. (879–929) verheiratet. Als Wittum erhielt sie von Karl das königliche Gut Tusey an der Maas in Lotharingia. Karl hatte aus seiner ersten Ehe sechs Töchter. Zwischen April und September 921 brachte Eadgifu mit Ludwig, dem späteren König Ludwig IV. Transmarinus (d’Outremer, „der Überseeische“; 936–954), den ersehnten männlichen Erben zur Welt. Ab 920 hatte Karl mit einem starken Widerstand des Adels zu kämpfen. Dies gipfelte darin, dass 922 Robert I. (866–923) zum König proklamiert wurde und Karl 923 in die Gefangenschaft von Graf Heribert II. von Vermandois geriet, in dessen Kerker er am 7. Oktober 929 verstarb.

### Witwentum
Um ihren Sohn vor Verfolgungen durch Hugo den Großen und Heribert II. von Vermandois zu schützen, schickte Eadgifu Ludwig 923 oder erst nach Karls Tod 929 zu dessen Schutz nach England an den Hof ihres Halbbruders Æthelstan. Historiker sind geteilter Meinung, ob Eadgifu ebenfalls nach England floh, oder im Westfrankenreich blieb, um ihren Besitz zu schützen.
Vermutlich spielte sie, obwohl sie selbst unter Verfolgungen litt, 926 bei der Heirat ihrer Schwester Eadhild mit dem dux francorum Hugo dem Großen, die dessen Allianz mit Heribert II. beendete, eine Rolle. Eadgyth, eine weitere Schwester, heiratete 929/930 den ostfränkischen König Otto den Großen. Einerseits erhielt die junge Dynastie der Sachsenkaiser durch die Verbindung mit dem angesehenen englischen Königshaus eine zusätzliche Legitimation, andererseits wurde für Ludwig als Thronprätendent ein weiterer Verbündeter gewonnen. Spätestens 929 scheint auch Eadgifu ins englische Exil gegangen zu sein.
König Rudolf starb im Januar 936 und Eadgifus Sohn Ludwig wurde von ihrem Schwager „Hugo und den anderen Großen“ aus dem Exil zurückgerufen und zum König proklamiert. Bereits 937 versuchte Ludwig sich von der „Vormundschaft“ Hugos zu lösen. Er setzte seine Mutter als Äbtissin des reichen Klosters von Notre-Dame in Laon ein, wodurch er ihren politischen Einfluss nicht nur anerkannte, sondern steigerte. Etwa um diese Zeit erhielt Eadgifu von ihrem Sohn auch die Königspfalz Attigny.
Durch Ludwigs Heirat mit Gerberga, einer Schwester Ottos I., im Jahr 939 änderte sich Eadgifus Stellung am Hof offenbar nicht. Als Ludwig 946 von den Normannen gefangen wurde, war es aber Gerberga und nicht Eadgifu, die sich an den englischen König Edmund I. (939–946) um Hilfe wandte. Eadgifu geriet in der folgenden Zeit immer stärker in den Schatten ihres Sohnes und ihrer Schwiegertochter.

### Zweite Ehe
Um dem politischen Abseits zu entgehen, entschloss sich Eadgifu zur Heirat mit Heribert III. dem Alten von Méaux und Troyes (927–980/984). Für Heribert, der sich rühmen konnte, in direkter Linie von Karl dem Großen abzustammen, bedeutete die Heirat mit der Königswitwe einen enormen Prestigegewinn. Um Heribert heiraten zu können, verließ sie, ohne ihren Sohn darüber zu informieren, eskortiert von Männern ihres zukünftigen Ehemanns und dessen Bruders Adalbert im Jahr 951 Laon. Als Morgengabe erhielt sie von Heribert umfangreiche Ländereien, über die er als Abt von Saint-Médard verfügen konnte. Ludwig war empört und enteignete sie ihrer Besitztümer. Das Kloster Notre-Dame gab er Gerberga und nahm die Königspfalz Attigny wieder selbst in Besitz.
Über Eadgifus weiteres Leben schweigen die Quellen. Sie starb an einem 26. Dezember eines unbekannten Jahres in Soissons und wurde in Saint-Médard beigesetzt. Heribert starb kinderlos zwischen 980 und 984. Eadgifus stark verwitterter Grabstein wurde in der Mitte des 17. Jahrhunderts von Jean Mabillon entziffert.